# Верхний Яр (Курганская область)
Верхний Яр — село в Далматовском районе Курганской области. Административный центр Верхнеярского сельсовета.

## Географическое положение
Верхний Яр расположен на левом берегу реки Исети, у западной границы Далматовского района, менее чем в 10 километрах к западу от города Далматова. В 1 километре севернее села проходит железнодорожная ветка Екатеринбург — Курган. На ней расположен остановочный пункт Шутка Южно-Уральской железной дороги и маленький одноимённый пристанционный посёлок.

## История
До 1917 года входило в состав Далматовской волости Шадринского уезда Пермской губернии. По данным на 1926 год состояло из 451 хозяйства. В административном отношении являлось центром Верхнеярского сельсовета Далматовского района Шадринского округа Уральской области.

## Население
| 1989 | 2002 | 2010 |
| ---- | ---- | ---- |
| 491  | ↘478 | ↘403 |

По данным переписи 1926 года, в селе проживало 2087 человек (942 мужчины и 1145 женщин), все русские.